# Conan Gray
Conan Lee Gray (sinh ngày 5 tháng 12 năm 1998) là một nam ca sĩ kiêm sáng tác nhạc và Youtuber người Mỹ đến từ Georgetown, Texas. Từ năm 2013, khi còn là một thiếu niên, Gray đã bắt đầu đăng tải những vlog, video cover và các bài hát do anh tự sáng tác lên Youtube và nhận được sự chú ý của nhiều khán giả. Vào năm 2017, Gray ra mắt đĩa đơn đầu tay mang tên Idle Town. Đến năm 2018, anh kí hợp đồng thu âm với hãng đĩa Republic Records.
Trong cùng năm, anh chính thức ra mắt EP đầu tiên trong sự nghiệp mang tên Sunset Season (2018) với đĩa đơn quảng bá mang tên Generation Why. Album thứ nhất của Gray mang tên Kid Krow được ra mắt vào tháng 3, năm 2020; album này đã leo lên top 5 bảng xếp hạng Billboard 200, giúp anh trở thành nghệ sĩ có thứ hạng album debut cao nhất trong năm 2020. Ngoài ra, album còn bao gồm 3 đĩa đơn quảng bá đạt thành công lớn mang tên Maniac, Heather và Wish you were Sober, giúp tên tuổi của Gray trong làng nhạc indie pop trở nên nổi tiếng.

## Thời thơ ấu
Gray ra đời ngày 5 tháng 12 năm 1998 tại Lemon Grove, bang California, trong một gia đình với cha là người gốc Ireland còn mẹ là người Nhật Bản. Khi vừa lọt lòng không lâu, gia đình anh đã chuyển đến sống tại Hiroshima, Nhật Bản vì ông của anh cần người chăm sóc. Gray từng có thể giao tiếp trôi chảy bằng tiếng Nhật, nhưng sau này, khi gia đình đã quay về lại California sau 2 năm ở Nhật, kỹ năng đó kém dần đi.
Cha mẹ của Gray ly dị khi anh vừa mới 3 tuổi. Trong video "Draw My Life" anh chia sẻ trên YouTube, Gray đã nhắc đến những điều xảy ra với anh trong quá khứ - một đứa trẻ phải chịu sự thiếu thốn về mặt tình cảm khi thấy bố mẹ không còn bên cạnh nhau. Vì cha Gray làm việc cho quân đội nên trong suốt thời thơ ấu, anh đã phải chuyển nhà đến tận 12 lần, và anh phải chuyển đi tận 3 lần chỉ trong một năm lớp 6. Gray đã thường xuyên bị bắt nạt khi trải qua những năm tháng tại trường học. Có thời điểm anh cảm thấy rất cô đơn vì trong trường chỉ có 5 học sinh là người lai Á.
Cuối cùng, Gray chuyển đến định cư tại Georgetown, Texas, và ở lại đó đến hết thời thiếu niên. Cuộc sống của anh ở trung tâm Texas đã truyền nguồn cảm hứng bất tận cho anh trong hành trình theo đuổi nghệ thuật và âm nhạc. Sau đó, anh đã được nhận vào học tại Viện Đại học California, Los Angeles và chuyển đến Los Angeles vào tháng 9 năm 2017.

## Sự nghiệp

### 2015-2017: Bắt đầu sự nghiệp trên YouTube
Kênh YouTube của Gray được thành lập vào năm 2013, và bắt đầu quay video khi anh chỉ mới 14 tuổi. Các vlog của anh có nội dung xoay quanh về cuộc sống nơi thị trấn nhỏ ở Texas. Gray đã làm những video về cuộc sống, ghi âm những ca khúc cover hoặc do anh tự sáng tác và các chủ đề khác trên kênh YouTube của mình, thu hút rất nhiều người theo dõi với hơn 25 triệu lượt xem.

### 2018-2019: EPSunset Season
Tháng 3 năm 2017, Gray đã tự ra mắt đĩa đơn đầu tay của mình mang tên Idle Town; ca khúc đã đạt hơn 14 triệu lượt stream trên Spotify và hơn 12 triệu lượt xem trên YouTube. Đĩa đơn thứ 2 được anh ra mắt là Grow vào ngày 1 tháng 9 năm 2017, với video âm nhạc được ra mắt ngay vào hôm sau. Vào tháng 10 năm 2018, Gray đã ra mắt đĩa đơn quảng bá của EP đầu tiên mang tên Generation Why bởi hãng đĩa Republic Records. Ngay sau đó 1 tháng, EP Sunset Season của anh đã được ra mắt với 5 bài hát, bao gồm "Idle Town", "Generation Why", "Crush Culture", "Greek God" và "Lookalike". EP đạt vị trí số 2 trên bảng xếp hạng Billboard Heatseekers Albums và vị trí 116 trên bảng xếp hạng Billboard 200. Gray đã quảng bá EP của mình qua chuyến lưu diễn Bắc Mĩ cùng với Girl In Red.
Gray đã xuất hiện lần đầu xuất hiện trên sóng truyền hình đêm muộn khi anh biểu diễn trong chương trình Late Night with Seth Meyers vào đầu tháng 2 năm 2019. Sau đó, anh đã trình diễn tại rất nhiều nơi khác nhau, như biểu diễn mở màn cho ban nhạc Panic! at the Disco trong chuyến lưu diễn Play for the Wicked của họ. Gray cũng đã trình diễn tại các lễ hội âm nhạc như The Great Escape trong hành trình lưu diễn xuyên nước Mỹ của mình.

### 2020-2021:Kid Krow
Suốt tuần thứ 2 của năm 2020, Gray đã chia sẻ những gợi ý về tên gọi của album trên Twitter. Vào ngày 9 tháng 2 năm 2020, anh đã tiết lộ tên gọi của album - Kid Krow và đã viết rằng: "Tôi đã cất lên tiếng nói của mình trong album này nhiều hơn bất kì lần nào trong cuộc đời, và không thể nóng lòng hơn để chia sẻ với các bạn những bí mật của bản thân tôi. Yêu tất cả các bạn." Gray đã ra mắt ca khúc The Story vào cùng ngày thông báo ra mắt album, cùng với việc ra mắt ca khúc Wish You Were Sober như một sự bất ngờ dành cho người hâm mộ 2 ngày trước khi ra mắt album. Trong thời gian đầu của năm 2020, đĩa đơn Maniac của anh đã đạt sự thành công ngoài mong đợi trên đài phát thanh nhạc pop chính thống quốc tế, đặc biệt là ở Úc, nơi anh đã đạt được chứng nhận đĩa bạch kim. Ca khúc cũng đã được chứng nhận đĩa bạch kim tại Canada và chứng nhận Vàng ở Mỹ, biến Maniac trở thành ca khúc đầu tiên của Gray đạt 3 chứng nhận đĩa tại 3 quốc gia khác nhau. Ngoài ra, ca khúc đã đạt vị trí số 25 trên bảng xếp hạng Bubbling Under Hot 100, cũng như nằm trong top 100 của Úc, Ireland và Hàn Quốc.
Gray đã ra mắt bản đầy đủ của  album phòng thu Kid Krow vào ngày 21 tháng 3 năm 2020. Album đã leo lên vị trí số 5 trên bảng xếp hạng Billboard 200 cũng như vị trí cao nhất trên bảng doanh số Album nhạc Pop tại Mỹ, và vị trí số 2 trên bảng xếp hạng Top album có doanh số cao nhất với hơn 37.000 bản thuần. Tại Hoa Kỳ, Kid Krow đã trở thành màn ra mắt lớn nhất của năm 2020 tính đến tháng 3 và là Album Pop solo đầu tay hàng đầu trong hơn 2 năm kể từ album cùng tên năm 2018 của Camila Cabello. Album đã nhận được sự khen ngợi trên các tờ báo như Paper, Billboard, NPR, Teen Vogue và Paste.
Gray đã lên kế hoạch để biểu diễn tại The Tonight Show Starring Jimmy Fallon vào ngày 16 tháng 3 và ở Coachella vào giữa tháng 4 năm 2020, nhưng cả hai màn trình diễn đều đã bị hủy vì diễn biến phức tạp của đại dịch Covid-19. Vào giữa năm 2020, cả Forbes và Billboard đều đã liệt kê Gray là ứng cử viên sáng giá cho hạng mục Nghệ sĩ mới của năm tại Lễ trao giải Grammy năm 2021. Nối tiếp những thành công thương mại của album Kid Krow, Apple Music đã nhắc đến Gray là một nghệ sĩ mới nổi và ra mắt một bộ phim tài liệu ngắn về anh vào tháng 4 năm 2020. Chuyến lưu diễn thứ 3 của anh – Kid Krow World Tour, được lên lịch biểu diễn từ tháng 4 đến tháng 10 năm 2020 – đã bị hoãn vô thời hạn vì tình hình dịch bệnh.
Vào tháng 8 năm 2020, ca khúc Heather nằm trong album đã trở nên nổi tiếng trên nền tảng TikTok, từ đó trở thành đĩa đơn thứ 6 và cũng là đĩa đơn cuối cùng của album Kid Krow. Đây là ca khúc đầu tiên của Gray lọt vào bảng xếp hạng Billboard Hot 100, và lọt vào bảng xếp hạng top 40 của các quốc gia như Vương quốc Anh, Úc, New Zealand và Ireland. Ca khúc đã trở thành đĩa đơn thành công nhất về mặt thương mại của anh từ sau Maniac. Gray cũng đã biểu diễn Heather tại The Late Night Show with James Corden và The Today Show vào tháng 10 năm 2020. Sau đó, anh đã kết hợp cùng Lauv ra mắt ca khúc Fake vào tháng 10 năm 2020. Vào đầu tháng 5 năm 2021, Gray đã ra mắt đĩa đơn mang tên Astronomy và ca khúc People Watching.

### 2022:Superache
Sau 2 năm kể từ khi ra mắt album Kid Krow, vào ngày 12/04/2022, Conan đã bất ngờ thông báo về việc ra mắt album phòng thu thứ hai của mình mang tên Superache. Ngày 15/04, đĩa đơn đầu tiên mang tên “Memories” được ra mắt và được trình diễn ngay sau đó tại lễ hội âm nhạc Coachella, dẫn đường cho 2 đĩa đơn quảng bá kế tiếp của album là “Yours” và “Disaster”.
Ngày 24 tháng 06, album được chính thức ra mắt trên các nền tảng trực tuyến, nhận được sự tán dương từ đông đảo các nhà phê bình âm nhạc. Sau đó, Conan đã bắt đầu chuyến lưu diễn quảng bá cho album từ tháng 09 tại Bắc Mỹ, Úc và New Zealand.

## Nguồn cảm hứng

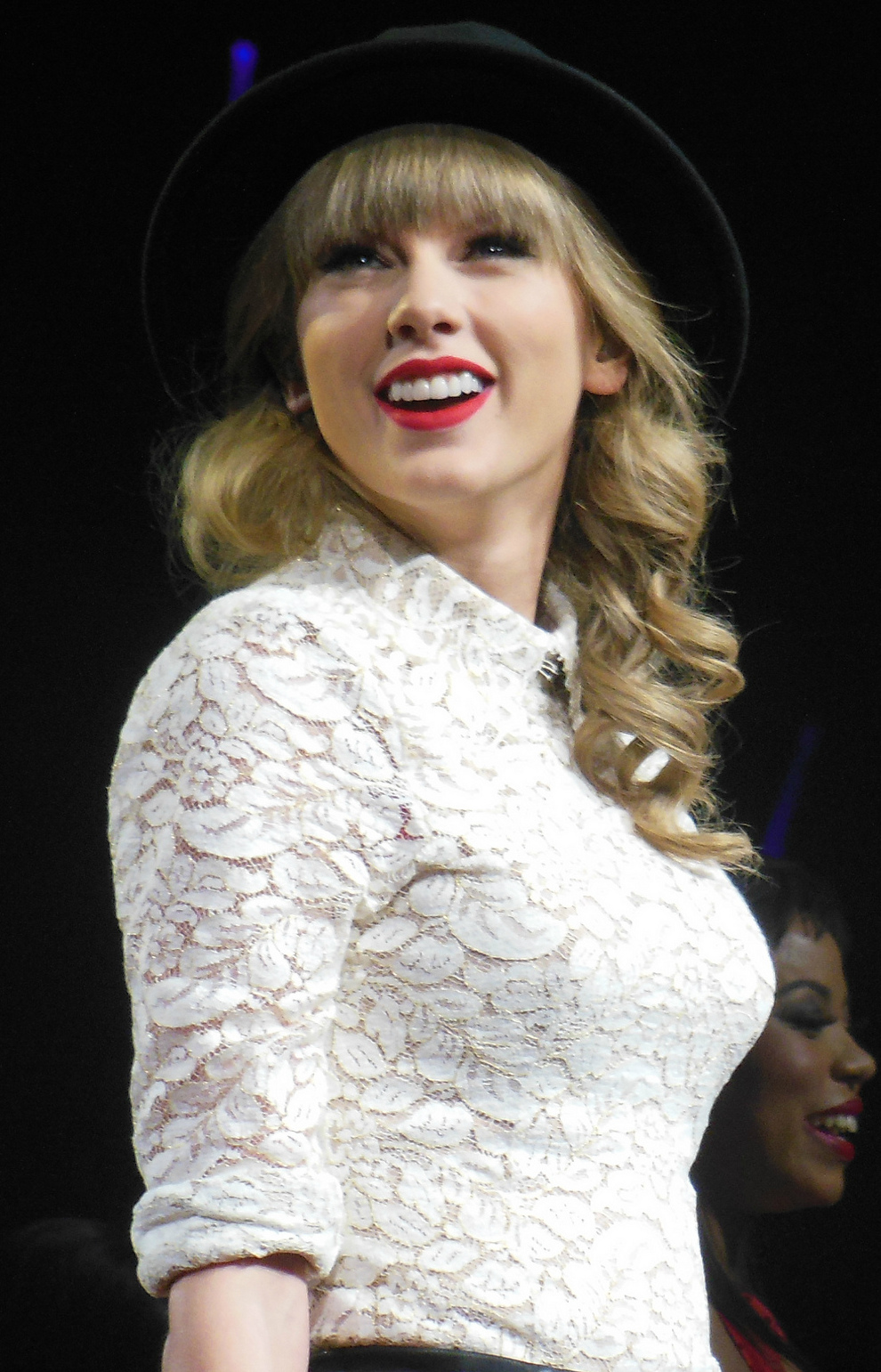
Gray đã từng nói rằng Taylor Swift đã nuôi dưỡng con người anh và giúp anh phát triển khả năng viết nhạc của mình như bây giờ.